# Colangia multipalifera
Espèce
Statut CITES
Colangia multipalifera est une espèce de coraux appartenant à la famille des Caryophylliidae.